# GKS Bełchatów
Maillots
Le GKS Bełchatów est un club polonais de football basé à Bełchatów.

## Le club

### Histoire

#### Parcours européen
Après avoir fini la saison 2006-2007 à la deuxième place, meilleur résultat du club en championnat, le GKS Bełchatów commence son parcours européen le 19 juillet 2007, en Coupe UEFA. Face à l'Ameri Tbilissi, le club polonais s'impose lors de la première manche du premier tour de qualification (2-0), grâce à un doublé de Dariusz Pietrasiak, mais se fait surprendre au match retour par le vice-champion en titre géorgien, qui refait son retard en un peu plus d'une mi-temps. Cependant, grâce à deux arrêts décisifs de Piotr Lech lors de la séance de tirs au but, la Brunatna Stolica se qualifie pour le deuxième tour. Opposés au Dniepr Dniepropetrovsk, les hommes d'Orest Lenczyk obtiennent à l'extérieur un bon match nul (1-1), mais s'inclinent lourdement chez eux 4-2, après avoir mené 2-1.

### Dates importantes
- 1977 : fondation du club sous le nom de GKS "Węgiel Brunatny" Bełchatów
- 1983 : le club est renommé GKS Bełchatów

## Bilan sportif

### Palmarès
- Championnat de Pologne :
  - Vice-champion (1) : 2007

- Championnat de Pologne de deuxième division :
  - Champion (3) : 1995, 1998, 2014
  - Vice-champion (1) : 2005

- Coupe de Pologne :
  - Finaliste (2) : 1996, 1999

- Coupe de la Ligue polonaise :
  - Finaliste (1) : 2007

- Supercoupe de Pologne :
  - Finaliste (1) : 2007

### Bilan européen
Note : dans les résultats ci-dessous, le score du club est toujours donné en premier.
| Saison    | Compétition | Tour            | Club           | Domicile | Extérieur | Total             |
| --------- | ----------- | --------------- | -------------- | -------- | --------- | ----------------- |
| 2007-2008 | Coupe UEFA  | Premier tour Q  | Ameri Tbilissi | 2 - 0    | 0 - 2 ap  | 2 - 2 (4 - 2 tab) |
| 2007-2008 | Coupe UEFA  | Deuxième tour Q | FK Dnipro      | 2 - 4    | 1 - 1     | 3 - 5             |

Légende
- Victoire ou qualification pour le tour suivant
- Match nul
- Défaite ou élimination de la compétition